# PySerial
pySerial est une bibliothèque du langage de programmation Python d'accès au port série.